# Mănăstirea Sadova
Mănăstirea Sadova este o mănăstire ortodoxă din România situată în comuna Sadova, județul Dolj.